# Episodi di Last Resort
La prima e unica stagione della serie televisiva Last Resort è stata trasmessa negli Stati Uniti per la prima volta dall'emittente ABC dal 27 settembre 2012 al 24 gennaio 2013.
In Italia è stata trasmessa in prima visione sul canale satellitare Fox dall'8 ottobre 2012 al 4 febbraio 2013.
| nº | Titolo originale               | Titolo italiano               | Prima TV USA      | Prima TV Italia  |
| -- | ------------------------------ | ----------------------------- | ----------------- | ---------------- |
| 1  | Captain                        | Il capitano                   | 27 settembre 2012 | 8 ottobre 2012   |
| 2  | Blue on Blue                   | Colpo al cuore                | 4 ottobre 2012    | 15 ottobre 2012  |
| 3  | Eight Bells                    | Otto rintocchi                | 11 ottobre 2012   | 22 ottobre 2012  |
| 4  | Voluntold                      | Traditori                     | 18 ottobre 2012   | 29 ottobre 2012  |
| 5  | Skeleton Crew                  | L'accordo                     | 25 ottobre 2012   | 12 novembre 2012 |
| 6  | Another Fine Navy Day          | Attacco chimico               | 8 novembre 2012   | 19 novembre 2012 |
| 7  | Nuke It Out                    | Caccia al traditore           | 15 novembre 2012  | 3 dicembre 2012  |
| 8  | Big Chicken Dinner             | Lo spirito del Ringraziamento | 29 novembre 2012  | 10 dicembre 2012 |
| 9  | Cinderella Liberty             | Terrore a bordo               | 6 dicembre 2012   | 17 dicembre 2012 |
| 10 | Blue Water                     | Nemico pubblico               | 13 dicembre 2012  | 1º gennaio 2013  |
| 11 | Damn the Torpedoes             | Segreti e incomprensioni      | 10 gennaio 2013   | 21 gennaio 2013  |
| 12 | The Pointy End of the Spear    | Punta di lancia               | 17 gennaio 2013   | 28 gennaio 2013  |
| 13 | Controlled Flight Into Terrain | Bersaglio Colorado            | 24 gennaio 2013   | 4 febbraio 2013  |

## Il capitano
- Titolo originale: Captain
- Diretto da: Martin Campbell
- Scritto da: Shawn Ryan e Karl Gajdusek

### Trama
Il capitano Marcus Chaplin, comandante del sottomarino "USS Colorado" classe Ohio, riceve l'ordine, trasmesso attraverso la linea antartica, di lanciare tre testate nucleari contro il Pakistan. Il comandante chiede spiegazioni in merito all'ordine (poiché la rete antartica viene utilizzata esclusivamente nel caso in cui gli Stati Uniti subiscano un attacco), ma immediatamente gli Stati Uniti mandano il sottomarino "Illinois" a distruggere la USS Colorado e a lanciare le testate. Il sottomarino non subisce danni ingenti. L'equipaggio si rifugia su di un'isola base della Nato, che in seguito dichiarano Stato Sovrano ed Indipendente dotato di armamento nucleare.

Marcus Chaplin ride nel sottomarino dell'Unità Colorado, poco prima che il sottomarino venga fatto esplodere da alcuni missili balistici.

- Ascolti USA: telespettatori 9 310 000 – share 7%[1]
- Ascolti ITA: telespettatori 470 983[2]

## Colpo al cuore
- Titolo originale: Blue on Blue
- Diretto da: Kevin Hooks
- Scritto da: Karl Gajdusek

### Trama
- Ascolti USA: telespettatori 8 000 000 – share 6%[3]
- Ascolti ITA: telespettatori 363 607[4]

## Otto rintocchi
- Titolo originale: Eight Bells
- Diretto da: Michael Offer
- Scritto da: Eileen Myers

### Trama
La missione prevede di oltrepassare con il sottomarino "USS Colorado" il blocco navale per poter ricevere dei carichi di droga in cambio della salvezza di Cortez, Red e Brannan, tre soldati presi in ostaggio dal signorotto della droga. La missione ha una data di scadenza: l'alba. Sfortunatamente, per poter seminare due cacciatorpediniere americani, il sottomarino allunga la strada, passando per un canyon sommerso. Per questo motivo l'equipaggio non riesce ad arrivare puntuale per lo scambio e Red viene assassinato. Intanto un soldato passa la giornata con la barista dell'isola.
- Ascolti USA: telespettatori 6 890 000 – share 4%[5]
- Ascolti ITA: telespettatori 296 560[6]

## Traditori
- Titolo originale: Voluntold
- Diretto da: Steven DePaul
- Scritto da: Patrick Massett e John Zinman

### Trama
Il comandante Marcus Chaplin è costretto a fronteggiare il malcontento crescente del suo equipaggio, sempre più spaventato e impaziente di tornare a casa; il messaggio del segretario della difesa Curry, che impone ai militari dello U.S.S. Colorado di deporre il comandante Chaplin e il suo secondo in comando Kendal, provoca un attentato alla vita del comandante stesso. A causa di tutto ciò, Marcus decide di dare una scelta al suo equipaggio, cioè di scegliere se restare al suo fianco o essere congedati con onore. Benché all'inizio la grande maggioranza dell'equipaggio propenda per l'abbandono della missione e il rientro in patria, essi cambiano idea ben presto quando si rendono conto che gli Stati Uniti, rappresentati dal segretario Curry, accetterebbero volentieri di affondare il sottomarino con tutti i suoi uomini a bordo pur di insabbiare questa faccenda scomoda; a questo punto l'equipaggio propende, invece, per la posizione del suo comandante. Nel frattempo due Seals, Fisher e Viper, abbandonano l'isola mentre James rimane per restare al fianco del ferito Hopper e per seppellire il suo amico di vecchia data Gil. Infine Sophie scopre, mediante test chimici e geologici, che l'isola nasconde una grande ricchezza nel sottosuolo e decide che ciò dovrà rimanere assolutamente segreto.
- Ascolti USA: telespettatori 7 060 000 – share 5%[7]
- Ascolti ITA: telespettatori 225 149[8]

## L'accordo
- Titolo originale: Skeleton Crew
- Diretto da: Michael Offer
- Scritto da: David Wiener

### Trama
Gli Stati Uniti inviano due alte cariche dello Stato, il segretario della difesa Curry e la rappresentante della Casa Bianca Amanda Strawe, per condurre un negoziato con Chaplin e Kendal; questo negoziato è più che mai necessario perché, in una fase estremamente complicata di riassestamento delle alleanze politiche in tutto il mondo, la flotta americana deve concentrarsi interamente sul nemico, specificamente su un possibile attacco della Cina e non su faide interne come quella rappresentata dallo U.S.S. Colorado. Gli U.S.A. inviano anche il padre del tenente Grace Shepard, tra l'altro vecchio amico del comandante Chaplin, sperando di farlo rinsavire. Le trattative sono difficili poiché Curry non è disposto a concedere a Chaplin ciò che questi richiede, ossia un pubblico processo di cui venga garantita l'equità ed imparzialità. Nel momento in cui, con uno stratagemma, il comandante riesce ad ottenere un accordo vantaggioso per tutto il suo equipaggio meno che per se stesso, interviene Amanda la quale non intende firmare nessun compromesso potendo distruggere il sottomarino: mentre si svolgono le trattative, infatti, il sottomarino si trova in missione per riparare una falla nel perimetro di sicurezza ma, nel farlo, si espone all'attacco missilistico del presidio americano attorno all'isola. Quando il sottomarino, comandato dal tenente Shepard in sostituzione del comandante Chaplin, sta per essere attaccato interviene il padre di Grace che, per salvare la figlia, uccide Amanda e ferisce Curry impedendo loro di dare in tempo l'ordine di attacco allo U.S.S. Colorado.
- Ascolti USA: telespettatori 6 530 000 – share 4%[9]
- Ascolti ITA: telespettatori 272 352[10]

## Attacco chimico
- Titolo originale: Another Fine Navy Day
- Diretto da: Christopher Misiano
- Scritto da: Ron Fitzgerald

### Trama
Alcuni soldati americani sbarcano sull'isola dopo aver concluso un accordo con Serrat: il boss dell'isola dovrà drogare l'unica riserva d'acqua dell'isola con una sostanza, il "buzz", non letale ma capace di provocare allucinazioni, deliri, vuoti di memoria e infine una temporanea perdita di conoscenza; durante questa fase di stordimento sia degli abitanti che dell'equipaggio dello U.S.S. Colorado, i soldati appena arrivati prenderanno con loro i Seals, ed a quel punto l'isola sarà di nuovo sotto il controllo di Serrat, sostenendo che, senza i Seals, l'equipaggio del Colorado non avrebbe più motivo di restare a Sainte Marina. Il piano, però, evolve in maniera imprevista: i soldati arrivati, capeggiati da Booth, riescono ad uccidere due Seals, mentre Hopper viene catturato per essere interrogato e James scappa. L'equipaggio del sottomarino, nel frattempo, fronteggia un'altra emergenza: bisogna intervenire per ripristinare la ventilazione dell'ossigeno ma nessuno può farlo a causa degli effetti della droga; dell'equipaggio militare, solo Kendal è rimasto sull'isola per cercare di controllare la situazione: Sam Kendal incontra James, il Seal sfuggito ai soldati nemici, e insieme attaccano e uccidono tutti i soldati appena arrivati ad eccezione del loro capo Booth, il quale fa capire che per il governo americano è molto importante liberarsi dei Seals ed ottenere da loro "qualcosa" di altrettanto importante. Infine nel sottomarino la situazione viene risolta da un infiltrato a bordo di cui non si conosce l'identità, che ripristina la ventilazione, inietta l'adrenalina a Chaplin per svegliarlo ma al tempo stesso gli sottrae la chiave di avviamento dell'armamento nucleare, neutralizzando di fatto la possibilità del sottomarino di attaccare gli U.S.A. con testate nucleari.
- Ascolti USA: telespettatori 5 980 000 – share 4%[11]
- Ascolti ITA: telespettatori 201 610[12]

## Caccia al traditore
- Titolo originale: Nuke It Out
- Diretto da: Michael Offer
- Scritto da: Nick Antosca e Ned Vizzini

### Trama
Il capitano Marcus Chaplin e il comandante in seconda Sam Kendal, preoccupati dal furto della chiave di innesco dei missili nucleari, cominciano una serie di perquisizioni a tappeto che innervosiscono sempre più i membri dell'equipaggio; Sam intanto tiene segretamente sotto sorveglianza Booth, l'unico sopravvissuto del convoglio militare giunto sull'isola durante l'attacco chimico; conquistandone la fiducia, Sam scopre da Booth che l'infiltrato che ha rubato la chiave comunica tramite una frequenza radio sicura con il suo superiore e che la resistenza dello U.S.S. Colorado al governo americano è vista in patria come un'opposizione eroica alla "tirannia" irrazionale del presidente degli U.S.A. Per sollevare di morale dell'equipaggio, Sam concede loro una serata di svago durante la quale, però, Serrat interviene legando un soldato della marina con dell'esplosivo a tempo, che viene sventato solo dall'esperienza del seal James evitando la strage; la minaccia di Serrat voleva essere un simbolo della sua forza, spaventando la marina così che non interferisse più con i suoi affari, come il commercio di droghe. Infine si scopre che a custodire la chiave è il soldato Cortez, apparsa fino ad allora tra i più fidati membri della marina.
- Ascolti USA: telespettatori 5 680 000 – share 4%[13]
- Ascolti ITA: telespettatori 176 573[14]

## Lo spirito del Ringraziamento
- Titolo originale: Big Chicken Dinner
- Diretto da: Gwyneth Horder-Payton
- Scritto da: Julie Siege

### Trama
- Ascolti USA: telespettatori 5 200 000 – share 3%[15]
- Ascolti ITA: telespettatori 166 190[16]

## Terrore a bordo
- Titolo originale: Cinderella Liberty
- Diretto da: Lesli Linka Glatter
- Scritto da: Morenike Balogun

### Trama
- Ascolti USA: telespettatori 5 440 000 – share 4%[17]

## Nemico pubblico
- Titolo originale: Blue Water
- Diretto da: Billy Gierhart
- Scritto da: Eileen Myers e Julie Siege

### Trama
Dopo il sequestro di sua moglie, Sam chiede l'aiuto del seal James per poterla trovare e portare al sicuro. Così, dopo aver ricevuto dal capitano Chaplin il permesso di lasciare l'isola, i due partono verso le isole delle Filippine, dove James è convinto sia tenuta prigioniera Christine. Con l'aiuto di un ex poliziotto, Kendal riesce effettivamente a liberare la moglie e assieme a James è intenzionato a tornare a Sante Marina. Nonostante le proteste di Christine, Sam la convince a cercare riparo in un luogo sicuro per non essere coinvolta in ulteriori pericoli; ma mentre lui e James fronteggiano cacciatori di taglie intenzionati a consegnare Sam alle autorità, il camion dove si trova Christine viene fatto esplodere. Disperato e sconvolto, Sam torna sull'isola con James, insieme alla certezza che niente sarà più come prima.
- Ascolti USA: telespettatori 4 940 000 – share 3%[18]

## Segreti e incomprensioni
- Titolo originale: Damn the Torpedoes
- Diretto da: Clark Johnson
- Scritto da: Patrick Massett e John Zinman

### Trama
- Ascolti USA: telespettatori 5 810 000 – share 3%[19]

## Punta di lancia
- Titolo originale: The Pointy End of the Spear
- Diretto da: Paris Barclay
- Scritto da: Ron Fitzgerald

### Trama
- Ascolti USA: telespettatori 5 070 000 – share 3%[20]

## Bersaglio Colorado
- Titolo originale: Controlled Flight Into Terrain
- Diretto da: Michael Offer
- Scritto da: Karl Gajdusek e David Wiener

### Trama
- Ascolti USA: telespettatori 5 480 000 – share 3%[21]